# French Open 1908 (Badminton)
Die French Open 1908 im Badminton fanden vom 27. bis zum 29. November 1908 in Dieppe statt. Es war die Erstauflage dieser Veranstaltung. 121 Sportler waren am Start, darunter 30 von den Britischen Inseln. Die Preisverleihung erfolgte in Anwesenheit von Mr. Dudfield-Willis, dem Sekretär des englischen Verbandes.
Im Herreneinzel setzte sich Frank Chesterton im Finale gegen Hugh Comyn durch, nachdem er im Halbfinale bereits George Alan Thomas hatte ausschalten können.

## Finalresultate
| Disziplin    | Sieger                                   | Finalist                      | Ergebnis    |
| ------------ | ---------------------------------------- | ----------------------------- | ----------- |
| Herreneinzel | Frank Chesterton                         | Hugh Comyn                    | 15-11, 15-9 |
| Dameneinzel  | Margaret Larminie                        | Taylor                        | 11-1, 11-6  |
| Herrendoppel | Frank Chesterton Stewart Marsden Massey  | George Alan Thomas Hugh Comyn | 15-12, 15-4 |
| Damendoppel  | Margaret Larminie Lavinia Clara Radeglia | Dorothea Douglass Taylor      | 15-4, 15-6  |
| Mixed        | Frank Chesterton Margaret Larminie       | Hugh Comyn Taylor             | 15-7, 15-11 |

1. ↑  Auch Christina Douglass möglich.